# Cășeiu
Cășeiu est une commune de Transylvanie, en Roumanie, dans le județ de Cluj. Elle est composée des villages Cășeiu, Coplean, Custura, Gârbău Dejului, Guga, Leurda, Rugășești, Sălătruc et Urișor.